# Whirlpool Productions
Whirlpool Productions ist der Name eines Kölner House-Projekts der Musiker und Produzenten Eric D. Clark, Justus Köhncke und Hans Nieswandt.

## Geschichte und Hintergrund
Whirlpool Productions wurde 1991 gegründet. Das Projekt ist bekannt für seinen eigenwilligen, experimentellen Sound, der stilbildend auf Bands wie Sensorama oder Egoexpress wirkte. Mit ihrem Disco-Hit From Disco to Disco gelang ihnen in Italien im Sommer 1997 ein Nummer-1-Erfolg, was einen Fernsehauftritt in einer Hitparadenshow ermöglichte.
Die Musiker waren auch Journalisten in der alten Redaktion des Musikmagazins Spex und daher immer an der theoretischen Seite ihrer Tätigkeit interessiert. Sie treten heute vor allem als DJs auf. Hans Nieswandt berichtet in seinem Buch plus minus acht über seine Erinnerungen an House in den 1990er Jahren.
2022 wurde dem Projekt der Ehrenpreis des Holger-Czukay-Preis für Popmusik der Stadt Köln verliehen.

## Diskografie

### Alben
- 1995: Brian de Palma
- 1996: Dense Music
- 1998: Whirlpool Productions
- 2001: Lifechange

### Singles und EPs
- 1992: Fly High / Gimme (feat. M. T.)
- 1993: Gimme / Fly Hi (feat. Mel Tormé)
- 1993: I Think That Maybe I’m Dreaming (auf The Dream Team E. P., mit Your Dreams von  T’n’I)
- 1994: Non-Stop Trancin / Let Yourself Go
- 1995: The Immunity Syndrome E. P.
- 1995: Moon Huh / Harvest
- 1996: From: Disco To: Disco
- 1996: Cold Song
- 1998: Crazy Music
- 2001: Lifechange
- 2006: From Disco to Disco 2006
- 2006: From: Disco To: Disco, Pt. 2
- 2007: From: Disco To: Disco (4 Tracks)

### Remixe (Auswahl)
- 1993: Die Helfende Hand – Wo sind die Partys
- 1993: D’Cypher – Return of Dr. Mabuse
- 1995: Microbots – I Don’t Know What to Expect
- 1995: Army of Lovers – Life Is Fantastic